# Alaska-Pfeifhase
Der Alaska-Pfeifhase (Ochotona collaris) ist ein kleiner, um 160 Gramm schwerer, Pfeifhase. Er ist der nächste Verwandte des Amerikanischen Pfeifhasen (O. princeps), dessen Verbreitungsgebiet 800 Kilometer von dem des Alaska-Pfeifhasen entfernt ist.

## Merkmale
Alaska-Pfeifhasen werden 18–20 Zentimeter groß. Die Unterseite ist cremig weiß, die Oberseite graubraun. Die Hinterbeine sind nur wenig länger als die Vorderbeine.

## Verbreitung

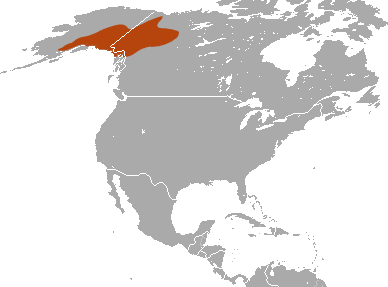
Lebensraum des Alaska-Pfeifhasen

Der Alaska-Pfeifhase lebt in den Geröllfeldern der Gebirgsregionen im nördlichen British Columbia, Yukon, Alaska und dem Westen der Nordwest-Territorien Kanadas.

## Lebensweise

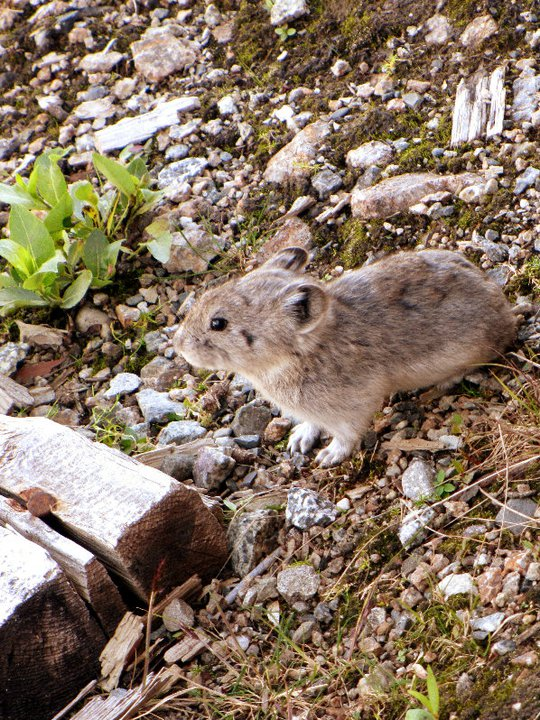
Alaska-Pfeifhase

Der Alaska-Pfeifhase lebt solitär und hält keinen Winterschlaf. Im Sommer sucht er große Mengen an Pflanzenmaterial zusammen und verstaut dieses in Gruben unter Steinen als Wintervorrat. Dabei legt er in der Zeit zwischen Juli und August tausende von Sammelgängen an.
Er erreicht seine Geschlechtsreife mit einem Jahr und die Weibchen gebären einmal im Jahr zwei bis drei Jungtiere. Diese bleiben bis zu 30 Tage im Nest, bis sie entwöhnt sind und kommen dann an die Oberfläche. Innerhalb des Aufzuchtgebietes bleiben die Jungtiere danach nur noch wenige Tage und suchen sich dann ein eigenes Revier.

## Gefährdung und Schutz
Die IUCN führt den Alaska-Pfeifhasen auf Grund seines großen Verbreitungsgebiets, das teils fernab menschlicher Beeinflussung liegt, als nicht gefährdet.